# Carelia evelynae
Carelia evelynae foi uma espécie de gastrópodes da família Amastridae.
Foi endémica dos Estados Unidos.